# Miguel Ferrer
Miguel José Ferrer (Santa Monica, Kalifornia, 1955. február 7. – Los Angeles, Kalifornia, 2017. január 19.) amerikai színész és szinkronszínész.

## Fiatalkora és családja
Miguel José Ferrer néven született 1955. február 7-én a kaliforniai Santa Monicában.
Édesapja, a puerto ricói Oscar-díjas színész, José Ferrer, édesanyja az ír-német énekesnő Rosemary Clooney. 
Négy testvére közül ő a legidősebb: Maria (1956); Gabriel (1957); Monsita (1958) és Rafael (1960).
Édesapja volt az első spanyol nyelvű színész, aki Oscart nyert (Cyrano de Bergerac (1950).
Unokatestvére a színész George Clooney.
Hollywoodban nőtt fel és tinédzserként zenei karrierről álmodott. Ő dobolt Keith Moon Two Sides of the Moon című albumán és saját zenekart is alapított – a The Jenerators-ban énekelt és dobolt egyik barátja, a színész Bill Mumy társaságában. Mumy beválogatta őt a Sunshine című sorozatban, ahol először debütált színészként – egy dobos szerepében.

## Pályafutása

### Az 1980-as évek
Színészi karrierjét 1981-ben kezdte. Először kisebb szerepeket alakított olyan televíziós sorozatokban, mint a Magnum (1981), Trapper John, M.D. (1982 és 1985 között három epizódban játszott), CHiPs (1983) és olyan filmekben, mint a Truckin' Buddy McCoy (1982), And They're Off (1982) és a Heartbreaker (1983).
1983-ban pincérként tűnt fel a The Man Who Wasn't There című filmben, majd a következő évben a Lovelines, a Gyulladáspont, a Cagney & Lacey és a Zsarublues egy-egy epizódja mellett a Star trek – Spock nyomában című filmben kapott egy kisebb szerepet (az első tisztet alakította).
1985-ben epizódszerepet kapott a T.J. Hooker című akciósorozatban.
Egy kisebb filmszerep (Downpayment on Murder) és öt kisebb epizódszerep után fontos szerepet kapott a Robotzsaru című, Paul Verhoeven rendezte, mára kultikussá vált akciófilmben. Ő játszotta a robot tervezőjét, az önfejű és arrogáns Bob Mortont.
1988-ban két TV-filmben (Badlands 2005, C.A.T. Squad: Python Wolf) és egy epizódszerepben (Hooperman) láthatta a közönség.
1989-ben olyan filmekben szerepelt, mint a Valentino Returns, Mélytengeri szörnyeteg, Shannon's Deal és Guts and Glory: The Rise and Fall of Oliver North (ez utóbbi kettő TV-film), valamint újra feltűnt a Miami Vice-ban egy epizód erejéig. 1987-ben kerületi ügyészt alakított, a későbbi epizódban pedig a gyilkos hajlamú maffiavezért, Ramon Pendroza-t.

### Az 1990-es évek
1990-ben kezdett el játszani a Broken Badges és a Shannon's Deal című sorozatokban (öt, valamint hét epizódban), feltűnt a Tales from the Crypt egy-egy epizódjában is, majd hatalmas lehetőséget kapott, amikor az halottkém Albert Rosenfield bőrébe bújhatott a kultikus Twin Peaks című David Lynch-sorozatban. Nyolc epizódban mutatta meg, hogyan fejlesztette tovább a már Bob Mortonként is látott nagyképű szakember karakterét.
Minisorozatban (Drug Wars: The Camarena Story (1990), és filmekben is kapott kisebb szerepeket: Arduous Moon (1990), Revenge (1990 – Kevin Costner oldalán), A vérszomjas dada (1990), Murder in High Places (1991).
1992-ben az In the Shadow of a Killer és a Cruel Doubt című TV-filmben, a The Harvest című filmben, majd az On the Air című TV-sorozat egyik epizódjában játszott. Ugyanebben az évben megismételte Albert Rosenfield karakterét a Twin Peaks: Tűz, jöjj velem! című filmben.
1993-ban a Cigarettes & Coffee, Another Stakeout, Scam, Hot Shots! Part Deux és A bérgyilkosnő egy-egy kisebb szerepében láthatta a közönség.
Karakterszínészként egyre több lehetőséget kapott.
1994-ben olyan filmekben szerepelt, mint A Promise Kept: The Oksana Baiul Story, Jack Reed: A Search for Justice, Incident at Deception Ridge, Blank Check és a Royce című filmekben – az utóbbiban Jim Belushi oldalán alakított "rosszfiút". Emellett a narrátornak kölcsönözte a hangját a Biography című TV-dokumentumsorozat egyik epizódjában (Bruce Lee: The Immortal Dragon), majd apró szerepben tűnt fel az ER (Vészhelyzet) bevezető epizódjában, és főszerepet kapott a kedvenc írójának, Stephen Kingnek egyik regényéből (The Stand) készült filmváltozatban.
1995-ben a Fallen Angels című TV-sorozat egyik epizódjában narrátorként hallhatta a hangját a közönség, majd kisebb szerepet alakított az In the Line of Duty: Hunt for Justice és a The Return of Hunter: Everyone Walks in L.A. című TV-filmekben.
1996-ban két szerep várt rá a Death in Granada és az Alf című filmekben.
1997-ben Weatherman szupergonoszt alakította a Justice League of America című filmben. Ugyanabban az évben hasonló karakternek, a Weather Wizardnek kölcsönözte a hangját a Superman: The Animated Series animációs sorozatának "Speed Demons" című epizódjában. Aquaman is az ő hangján szólalt meg, egy másik epizódban ("A Fish Story"). Szerepet vállalt a The Shining című, szintén Stephen King-regény televíziós feldolgozásában (csak a hangját lehetett hallani Mark James Torrance szerepében), majd a Mr Magoo és a The Night Flier című filmekben tűnt fel.
1998-ban leginkább szinkronszínészként dolgozott (Men in Black: The Series, Mulan, Hercules), de filmekben is kisebb szerepekhez jutott (Brave New World, Where's Marlowe?) Ugyanebben az évben Vic Karp-ot alakította a rövid életű "Lateline" című sorozatban.
1999-ben a legjobb gyermek-hangoskönyvnek járó Grammy-díjra jelölték az Oroszlánkirály második részében (The Lion King II: Simba's Pride Read-Along) nyújtott teljesítményéért. Ebben az évben egy epizód erejéig játszott a Will & Grace című népszerű sorozatban – ismét egy arrogáns, ám ezúttal homoszexuális publicistát alakított.

### A 2000-es évek
2000-ben a Traffic című monumentális alkotásban Eduardo Ruiz szerepében tűnt fel a filmvásznon, majd a 3rd Rock from the Sun című TV sorozat egyik epizódjában jelent meg.
2001-ben újabb jelentős csúcspontra ért a karrierje. Megkapta Dr. Garret Macy orvosszakértő szerepét a gyorsan népszerűvé vált Bostoni halottkémek című televíziós drámasorozatban. A sorozat 2007-ig futott.
Ugyanebben az évben a Matisse & Picasso: A Gentle Rivalry című TV-filmben Pablo Picasso-ként szólalt meg.
2002-ben három TV-filmben (Sightings: Heartland Ghost, Shadow Realm, Sunshine State) és egy TV-sorozat egyetlen epizódjában (Night Visions) láthatta a közönség.
2003-ban az L.A. Sheriff's Homicide című TV-filmben Drazin őrmestert alakította, majd két évadon át nyolc epizódban kölcsönözte a hangját a Jackie Chan Adventures című TV-sorozat két karakterének. A New York-i színházi világban is bemutatkozott, amikor a The Exonerated című off-Broadway darabban debütált.
2004-ben a Halo 2 videójátékában Heretic Leader az ő hangján szólalt meg. A szinkronmunkálatok mellett forgatott is: kisebb szerepekben tűnt fel a Silver City és A mandzsúriai jelölt című mozifilmekben.
2005-ben különleges ügynököt alakított a Ki a f*szagyerek? című vígjátékban Samuel L. Jackson oldalán.
2006-ban a Robot Chicken című TV-sorozat egyik epizódjában két karakternek is ő kölcsönözte a hangját.
2007-ben ismét szinkronszínészként dolgozott egy-egy epizód erejéig (The Batman, American Dad!), majd főszerepet kapott a Bionic Woman című televíziós drámasorozatban. Egy videón Bob Morton szerepében tért vissza (Robocop: Villains of Old Detroit).
2008-ban és 2009-ben olyan sorozatok epizódszereplőjeként láthatta a közönség, mint a Law & Order: Criminal Intent, Medium (Médium) (ebben kettős szerepben a Carmichael-ikreket alakította), Justice League: The New Frontier (szinkronszínészként), CSI: Crime Scene Investigation, The Spectacular Spider-Man (szinkronszínészként), Kings és a Hazudj, ha tudsz, valamint kisebb szerepet kapott a Wrong Turn at Tahoe című filmben.

### 2010-től a haláláig
2010-ben egyaránt játszott filmben (Edgar Floats, Hard Ride to Hell) és sorozatban (Psych, Young Justice – ez utóbbiban három évadon át tizenegy epizód erejéig kölcsönözte a hangját három karakternek.)
2011-ben a legjelentősebb munkája a Született feleségek című népszerű sorozatában kapta, amikor a művész-tanár Andre Zellert alakította öt epizódban Teri Hatcher oldalán. Emellett játszott még a The Protector című sorozatban (Lieutenant Felix Valdezként főszerepben), a hangját kölcsönözte a Thundercats, a Ben 10: Ultimate Alien, az Adventure Time (2011 és 2014 között négy epizódban) és a Beverly Hills Chihuahua 2 egy-egy szereplőjének (az első kettő animációs sorozat, az utóbbi élőszereplős film kutyákkal).
2012-ben Pepper Ferrer nyomozót alakította az Applebaum című filmben, kegyetlen bérgyilkost a The Courier című akciófilmben, majd szinkronszínészként dolgozott a Noah és a Beverly Hills Chihuahua 3: Viva La Fiesta! című filmeken.
Ugyanebben az évben először csak epizódszereplőként tűnt fel a népszerű NCIS: Los Angeles című akciósorozatban.
2013. február 6-tól, az ötödik évadtól kezdve az általa alakított Owen Granger igazgatóhelyettes főszereplőként lépett elő.
2013-ban Rodriguez alelnököt elevenítette meg a Vasember 3-ban, ismét egy bérgyilkos bőrébe bújt a Hong-Kongban játszódó Four Assassins-ben, és az Adventure Time: Explore the Dungeon Because I Don't Know! videójátékban az ő hangján szólalt meg a Halál.
2014-ben a Rio 2-ben a Nagyfőnöknek kölcsönözte a hangját, majd a Bald című film narrátoraként szólalt meg. Ugyanebben az évben Albert Rosenfield FBI-ügynök szerepében tért vissza a Twin Peaks: The Missing Pieces című filmben.
2017. január 19-én hunyt el Los Angeles-i otthonában, gégerák következtében. 61 éves volt.

## Magánélete
1991-ben összeházasodott Leilani Sarelle színésznővel, akitől két gyermeke született, Lucas (1993) és Rafael (1996). 2003-ban elváltak.
2004-ben fia született Kate Dornantól: Jose Robert Ferrer.
2005. szeptember 2-án feleségül vette a producer Lori Weintraubot. Ez a házassága a halálával ért véget.

## Filmográfia

### Film
| Év   | Magyar cím                         | Eredeti cím                                                | Szerep                                     | Magyar hang             |
| ---- | ---------------------------------- | ---------------------------------------------------------- | ------------------------------------------ | ----------------------- |
| 1982 |                                    | Truckin' Buddy McCoy                                       | Pete                                       |                         |
| 1983 |                                    | Heartbreaker                                               | Angel                                      |                         |
| 1983 |                                    | The Man Who Wasn't There                                   | pincér                                     |                         |
| 1984 | Gyulladáspont                      | Flashpoint                                                 | Roget                                      |                         |
| 1984 | Party-vonal                        | Lovelines                                                  | Sárkány                                    | Szűcs Sándor            |
| 1984 | Star Trek III: Spock nyomában      | Star Trek III: The Search for Spock                        | Elsőtiszt                                  | Imre István             |
| 1987 | Robotzsaru                         | RoboCop                                                    | Bob Morton                                 | Cseke Péter             |
| 1987 | Robotzsaru                         | RoboCop                                                    | Bob Morton                                 | Kassai Károly           |
| 1987 | Robotzsaru                         | RoboCop                                                    | Bob Morton                                 | Jakab Csaba             |
| 1987 | Robotzsaru                         | RoboCop                                                    | Bob Morton                                 | Szerémi Zoltán          |
| 1989 | Mélytengeri szörnyeteg             | Deepstar Six                                               | Snyder                                     | Pusztaszeri Kornél      |
| 1989 |                                    | Valentino Returns                                          | Baljós motoros                             |                         |
| 1990 | Revans                             | Revenge                                                    | Amador                                     | Szabó Sipos Barnabás    |
| 1990 | A vérszomjas dada                  | The Guardian                                               | Ralph Hess                                 | Tóth Tamás              |
| 1992 | Twin Peaks – Tűz, jöjj velem!      | Twin Peaks: Fire Walk with Me                              | Albert Rosenfield                          | Áron László             |
| 1992 |                                    | The Harvest                                                | Charlie Pope                               |                         |
| 1993 |                                    | Cigarettes & Coffee                                        | Bill                                       |                         |
| 1993 | A bérgyilkosnő                     | Point of No Return                                         | Kaufman                                    | Barbinek Péter          |
| 1993 | Nagy durranás 2. – A második pukk  | Hot Shots! Part Deux                                       | Harbinger                                  | Szabó Sipos Barnabás    |
| 1993 | Zsarulesen 2.                      | Another Stakeout                                           | Tony Castellano                            | Horányi László          |
| 1993 | Ez mind igaz                       | It's All True: Based on an Unfinished Film by Orson Welles | narrátor                                   |                         |
| 1994 | Csekkben a tenger                  | Blank Check                                                | Carl Quigley                               | Vass Gábor              |
| 1997 | Garcia Lorca eltűnése              | The Disappearance of Garcia Lorca                          | Centeno                                    |                         |
| 1997 |                                    | The Night Flier                                            | Richard Dees                               |                         |
| 1997 | Mr. Magoo                          | Mr. Magoo                                                  | Mr. Ortega Peru                            | Melis Gábor             |
| 1998 | Mulan                              | Mulan                                                      | Shan Yu (hangja)                           | Vass Gábor              |
| 1998 | A Marlowe-rejtély                  | Where's Marlowe?                                           | Joe Boone                                  |                         |
| 2000 | Traffic                            | Traffic                                                    | Eduardo Ruiz                               | Gruber Hugó             |
| 2002 | Napfényes Florida                  | Sunshine State                                             | Lester                                     |                         |
| 2004 | A mandzsúriai jelölt               | The Manchurian Candidate                                   | Garret ezredes                             | Péter Richárd           |
| 2004 | Kormányzóválasztás                 | Silver City                                                | Cliff Castleton                            |                         |
| 2005 | Ki a faszagyerek?                  | The Man                                                    | Peters ügynök                              | Cs. Németh Lajos        |
| 2008 | Az Igazság Ligája – Az új küldetés | Justice League: The New Frontier                           | J`onn J`onzz / Marsbéli Fejvadász (hangja) | Láng Balázs             |
| 2009 | Melléfogás                         | Wrong Turn at Tahoe                                        | Vincent                                    | Kőszegi Ákos            |
| 2010 |                                    | Hard Ride to Hell                                          | Jefe                                       |                         |
| 2011 | Gazdátlanul Mexikóban 2.           | Beverly Hills Chihuahua 2                                  | Delgado (hangja)                           | Vass Gábor              |
| 2011 |                                    | Four Assassins                                             | Eli                                        |                         |
| 2012 |                                    | Noah                                                       | Kabos (hangja)                             |                         |
| 2012 | Gazdátlanul Mexikóban 3.           | Beverly Hills Chihuahua 3: Viva la Fiesta!                 | Delgado (hangja)                           |                         |
| 2012 | A futár                            | The Courier                                                | Mr. Capo                                   | Barbinek Péter          |
| 2013 | Vasember 3.                        | Iron Man 3                                                 | Rodriguez alelnök                          | Barbinek Péter          |
| 2014 | Rio 2.                             | Rio 2                                                      | Nagyfőnök (hangja)                         | Borbiczki Ferenc        |
| 2017 | Tini Titánok: A Júdás szerződés    | Teen Titans: The Judas Contract                            | Slade Wilson / Halálcsapás (hangja)        | Schmied Zoltán[forrás?] |

### Televízió

#### Tévéfilm
| Év   | Magyar cím                               | Eredeti cím                                       | Szerep                                     | Magyar hang      |
| ---- | ---------------------------------------- | ------------------------------------------------- | ------------------------------------------ | ---------------- |
| 1987 |                                          | Downpayment on Murder                             | Martin                                     |                  |
| 1989 |                                          | Guts and Glory: The Rise and Fall of Oliver North | Scott Toney                                |                  |
| 1989 | Shannon játszmája                        | Shannon's Deal                                    | Todd Spurrier                              |                  |
| 1991 |                                          | Murder in High Places                             | Wilhoite                                   |                  |
| 1992 |                                          | In the Shadow of a Killer                         | Steven Walzer                              |                  |
| 1993 | Szélhámosok                              | Scam                                              | Barry Landers                              | Székhelyi József |
| 1994 | Royce                                    | Royce                                             | Gribbon                                    | Kassai Károly    |
| 1994 | A rettegés útja                          | Incident at Deception Ridge                       | Ray Hayes                                  | Áron László      |
| 1994 | Becsületes zsaru                         | Jack Reed: A Search for Justice                   | Win Carter                                 | Kálid Artúr      |
| 1994 | Betartott ígéret: Oksana Baiul története | A Promise Kept: The Oksana Baiul Story            | Stanislav                                  |                  |
| 1995 | Hunter visszatér                         | The Return of Hunter: Everyone Walks in L.A.      | Jack Valko                                 | Kassai Károly    |
| 1995 | Szolgálatban: Vadászat az igazságért     | In the Line of Duty: Hunt for Justice             | Thomas Manning                             | Dengyel Iván     |
| 1996 | Alf                                      | Project ALF                                       | Dexter Moyers                              | Barbinek Péter   |
| 1998 | Szép új világ                            | Brave New World                                   | keltetőtelepek és kondicionálás igazgatója |                  |
| 2001 |                                          | Matisse & Picasso: A Gentle Rivalry (rövidfilm)   | Pablo Picasso (hangja)                     |                  |
| 2002 |                                          | Shadow Realm                                      | Dr. Daniel Critchley                       |                  |
| 2002 | Találkozás az ismeretlennel              | Sightings: Heartland Ghost                        | Dr. Daniel Critchley                       |                  |
| 2003 | Alku nélkül                              | L.A. County 187                                   | Walter Drazin                              |                  |

#### Sorozat
| Év              | Magyar cím                       | Eredeti cím                              | Szerep                                              | Megjegyzések |
| --------------- | -------------------------------- | ---------------------------------------- | --------------------------------------------------- | --- |
| 1981            | Magnum                           | Magnum                                   | Robert 'Bobby' Wickes zászlós                       | - 1 epizód - magyar hangja: - Holl Nándor                                                                       |
| 1982–1985       |                                  | Trapper John, M.D.                       | A trauma csapat orvosa / Dr. Austin / Darby Thud    | 3 epizód |
| 1983            |                                  | CHiPs                                    | Bean                                                | 1 epizód |
| 1984            | Cagney és Lacey                  | Cagney & Lacey                           | Nunzio                                              | 1 epizód |
| 1984            | Zsarublues                       | Hill Street Blues                        | Carlos                                              | 1 epizód |
| 1985            | T. J. Hooker                     | T. J. Hooker                             | Sonny Unger                                         | 1 epizód |
| 1987            |                                  | Houston Knights                          | Virgilio                                            | 1 epizód |
| 1987            |                                  | CBS Summer Playhouse                     | Mic                                                 | 1 epizód |
| 1987            |                                  | Hotel                                    | Brian                                               | 1 epizód |
| 1987            |                                  | Ohara                                    | Kramer                                              | 1 epizód |
| 1987–1989       | Miami Vice                       | Miami Vice                               | kerületi ügyész / Ramon Pedroza                     | - 2 epizód - magyar hangja: - Katona Zoltán (ügyész) - Tarján Péter (Pedroza)                                   |
| 1988            |                                  | Hooperman                                | Scott Kapus                                         | 1 epizód |
| 1988            |                                  | C.A.T. Squad: Python Wolf                | Paul Kiley                                          | 1 epizód |
| 1990            |                                  | Drug Wars: The Camarena Story            | Tony Riva                                           | 3 epizód |
| 1990–1991, 2017 | Twin Peaks                       | Twin Peaks                               | Albert Rosenfield                                   | - 19 epizód - magyar hangja:[forrás?] - Gruber Hugó - Áron László                                               |
| 1990–1991       |                                  | Shannon's Deal                           | Todd Spurrier                                       | 9 epizód |
| 1990–1991       |                                  | Broken Badges                            | Beau Jack Bowman                                    | 7 epizód |
| 1990–1994       | Mesék a kriptából                | Tales from the Crypt                     | Mitch Bruckner / bérgyilkos / Gary                  | - 3 epizód - magyar hangja: - Balázsi Gyula (Bruckner)                                                          |
| 1992            |                                  | On the Air                               | Bud Budwaller                                       | 1 epizód |
| 1992            |                                  | Cruel Doubt                              | Lewis Young                                         | 1 epizód |
| 1994            |                                  | Biography                                | narrátor                                            | 1 epizód |
| 1994            | Stephen King: Végítélet          | The Stand                                | Lloyd Henreid                                       | - 4 epizód - magyar hangja: - Jakab Csaba - Csuja Imre                                                          |
| 1994            | Vészhelyzet                      | ER                                       | Mr. Parker                                          | - 1 epizód - magyar hangja: - Lázár Sándor                                                                      |
| 1995            | Bukott angyalok                  | Fallen Angels                            | narrátor                                            | - 6 epizód - magyar hangja: - Koncsol Endre                                                                     |
| 1997            | Az ötödik hős                    | Justice League of America                | Dr. Eno / Az időjós                                 | - 1 epizód - magyar hangja: - Szatmári Attila                                                                   |
| 1997            | Ragyogás                         | The Shining                              | Mark James Torrance (hangja)                        | - 1 epizód - magyar hangja: - Szokolay Ottó                                                                     |
| 1997–1999       | Superman: A rajzfilmsorozat      | Superman: The Animated Series            | Mark Mardon / Időmágus / De'Cine / Aquaman (hangja) | - 3 epizód - magyar hangja:[forrás?] - Tarján Péter (Mardon ) - Bognár Zsolt (De'Cine) - Dózsa Zoltán (Aquaman) |
| 1998            | Sötét zsaruk                     | Men in Black: The Series                 | Dr. Lupo (hangja)                                   | 1 epizód |
| 1998            | Herkules                         | Hercules                                 | Antaiosz (hangja)                                   | 1 epizód |
| 1998–1999       |                                  | LateLine                                 | Victor 'Vic' Karp                                   | 17 epizód |
| 2000            | Űrbalekok                        | 3rd Rock from the Sun                    | Jack                                                | 1 epizód |
| 2001–2007       | Bostoni halottkémek              | Crossing Jordan                          | Dr. Garret Macy                                     | - 117 epizód - magyar hangja:[forrás?] - Jakab Csaba                                                            |
| 2002            |                                  | Night Visions                            | Dr. Dan Critchley                                   | 1 epizód |
| 2003–2004       | Jackie Chan kalandjai            | Jackie Chan Adventures                   | Tarakudo Shado / Árnyékkán király (hangja)          | 8 epizód |
| 2006            | Robotcsirke                      | Robot Chicken                            | Danny Ocean / Basher Tarr (hangja)                  | 1 epizód |
| 2007            | Amerikai fater                   | American Dad!                            | Hopkins ügynök (hangja)                             | 1 epizód |
| 2007            | A Tigris                         | El Tigre: The Adventures of Manny Rivera | El Tigre I (hangja)                                 | 1 epizód |
| 2007            | Bionic Woman                     | Bionic Woman                             | Jonas Bledsoe                                       | - 8 epizód - magyar hangja:[forrás?] - Fazekas István - Koroknay Géza                                           |
| 2007            | The Batman                       | The Batman                               | Sinestro (hangja)                                   | - 1 epizód - magyar hangja:[forrás?] - Jakab Csaba                                                              |
| 2008            | A médium                         | Medium                                   | Joey / Teddy Carmichael                             | - 1 epizód - magyar hangja:[forrás?] - Forgács Gábor                                                            |
| 2008            | Esküdt ellenségek: Bűnös szándék | Law & Order: Criminal Intent             | Gus Kovak                                           | 1 epizód |
| 2009            | CSI: A helyszínelők              | CSI: Crime Scene Investigation           | Whitten védőügyvéd                                  | 1 epizód |
| 2009            | A Pókember legújabb kalandjai    | The Spectacular Spider-Man               | Silvio Manfredi / Ezüstsörény (hangja)              | - 2 epizód - magyar hangja:[forrás?] - Rosta Sándor                                                             |
| 2009            | A királyság                      | Kings                                    | Mallick tábornok                                    | 1 epizód |
| 2009            | Hazudj, ha tudsz!                | Lie to Me                                | Bill Steele                                         | 1 epizód |
| 2010            | Psych – Dilis detektívek         | Psych                                    | Fred Collins Boyd                                   | 1 epizód |
| 2010–2013       | Az igazság ifjú ligája           | Young Justice                            | Vandal Savage (hangja)                              | - 11 epizód - magyar hangja:[forrás?] - Orosz István                                                            |
| 2011            | Ben 10: Ultimate Alien           | Ben 10: Ultimate Alien                   | Hulka szerelő-magiszter (hangja)                    | - 1 epizód - magyar hangja:[forrás?] - Faragó András                                                            |
| 2011            | Villámmacskák                    | ThunderCats                              | párbajozó (hangja)                                  | 1 epizód |
| 2011            |                                  | The Protector                            | Felix Valdez                                        | 13 epizód |
| 2011            | Született feleségek              | Desperate Housewives                     | Andre Zeller                                        | - 4 epizód - magyar hangja:[forrás?] - Jakab Csaba                                                              |
| 2011–2014       | Kalandra fel!                    | Adventure Time                           | halál / Grod / csontváz (hangja)                    | 4 epizód |
| 2012–2017       | NCIS: Los Angeles                | NCIS: Los Angeles                        | Owen Granger                                        | - 115 epizód - magyar hangja:[forrás?] - Jakab Csaba                                                            |
| 2017–2018       |                                  | Stretch Armstrong and the Flex Fighters  | szörny / helikopter pilóta (hangja)                 | 10 epizód |